# Кларк Макартур
Кларк Макартур (англ. Clarke MacArthur; нар. 6 квітня 1985, Ллойдмінстер) — канадський хокеїст, що грав на позиції крайнього нападника.
Провів понад 500 матчів у Національній хокейній лізі.

## Ігрова кар'єра
Хокеєм розпочав займатись ще в дитинстві в своєму рідному місті Ллойдмінстер.
Хокейну кар'єру розпочав 2002 року в ЗХЛ виступами за команду «Медисин-Гат Тайгерс».
2003 року був обраний на драфті НХЛ під 74-м загальним номером командою «Баффало Сейбрс». Треба відзначити, що більшість свого баффальського періоду молодий нападник провів у складі фарм-клубу «Рочестер Американс».
3 березня 2010 «Баффало» обміняв Макартура до клубу «Атланта Трешерс» на обрання в третьому та четвертому раундах драфту 2010 року.
28 серпня 2010 Макартур перейшов до команди «Торонто Мейпл-Ліфс» та уклав однорічний контракт. 5 липня 2011 Кларк продовжив угоду з «Мейпл-Ліфс» ще строком на два роки.
Під час локауту в сезоні 2012/13 виступав у другій Бундесліга за ХК «Кріммічау».
5 липня 2013 уклав дворічний контракт з клубом «Оттава Сенаторс». 19 серпня 2014 сторони уклали новий п'ятирічний контракт.
16 лютого 2015 після зіткнення з голкіпером Робіном Ленером Кларк отримав струс мозку. Після цієї травми він пропустив решту сезону.
У тренувальному таборі перед сезоном 2016/17 Кларк отримав четвертий струс мозку за останні півтора року, що фактично стало причиною дострокового завершення його ігрової кар'єри.
Загалом провів 582 матчі в НХЛ, включаючи 30 ігор плей-оф Кубка Стенлі.

## Особисте життя
У батьків Макартура Діна та Дебори окрім Кларка є також донька — Крістін.
Разом з дружиною Джессікою Кларк виховує двох дітей.

## Статистика

### Клубні виступи
| Сезон        | Клуб                  | Ліга         | Регулярний сезон | Регулярний сезон | Регулярний сезон | Регулярний сезон | Регулярний сезон | Плей-оф | Плей-оф | Плей-оф | Плей-оф | Плей-оф |
| Сезон        | Клуб                  | Ліга         | І                | Г                | П                | О                | ШХ               | І       | Г       | П       | О       | ШХ      |
| ------------ | --------------------- | ------------ | ---------------- | ---------------- | ---------------- | ---------------- | ---------------- | ------- | ------- | ------- | ------- | ------- |
| 2002–03      | «Медисин-Гат Тайгерс» | ЗХЛ          | 70               | 23               | 52               | 75               | 104              | 11      | 3       | 6       | 9       | 8       |
| 2003–04      | «Медисин-Гат Тайгерс» | ЗХЛ          | 62               | 35               | 40               | 75               | 93               | 20      | 8       | 10      | 18      | 16      |
| 2004–05      | «Медисин-Гат Тайгерс» | ЗХЛ          | 57               | 30               | 44               | 74               | 100              | 13      | 3       | 8       | 11      | 18      |
| 2004–05      | «Рочестер Американс»  | АХЛ          | —                | —                | —                | —                | —                | 3       | 0       | 1       | 1       | 0       |
| 2005–06      | «Рочестер Американс»  | АХЛ          | 69               | 21               | 32               | 53               | 71               | —       | —       | —       | —       | —       |
| 2006–07      | «Рочестер Американс»  | АХЛ          | 51               | 21               | 42               | 63               | 57               | 6       | 2       | 4       | 6       | 4       |
| 2006–07      | «Баффало Сейбрс»      | НХЛ          | 19               | 3                | 4                | 7                | 4                | —       | —       | —       | —       | —       |
| 2007–08      | «Рочестер Американс»  | АХЛ          | 43               | 14               | 28               | 42               | 26               | —       | —       | —       | —       | —       |
| 2007–08      | «Баффало Сейбрс»      | НХЛ          | 37               | 8                | 7                | 15               | 20               | —       | —       | —       | —       | —       |
| 2008–09      | «Баффало Сейбрс»      | НХЛ          | 71               | 17               | 14               | 31               | 56               | —       | —       | —       | —       | —       |
| 2009–10      | «Баффало Сейбрс»      | НХЛ          | 60               | 13               | 13               | 26               | 47               | —       | —       | —       | —       | —       |
| 2009–10      | «Атланта Трешерс»     | НХЛ          | 21               | 3                | 6                | 9                | 2                | —       | —       | —       | —       | —       |
| 2010–11      | «Торонто Мейпл-Ліфс»  | НХЛ          | 82               | 21               | 41               | 62               | 37               | —       | —       | —       | —       | —       |
| 2011–12      | «Торонто Мейпл-Ліфс»  | НХЛ          | 73               | 20               | 23               | 43               | 37               | —       | —       | —       | —       | —       |
| 2012–13      | ХК «Кріммічау»        | 2 Бундесліга | 9                | 4                | 7                | 11               | 16               | —       | —       | —       | —       | —       |
| 2012–13      | «Торонто Мейпл-Ліфс»  | НХЛ          | 40               | 8                | 12               | 20               | 26               | 5       | 2       | 1       | 3       | 2       |
| 2013–14      | «Оттава Сенаторс»     | НХЛ          | 79               | 24               | 31               | 55               | 78               | —       | —       | —       | —       | —       |
| 2014–15      | «Оттава Сенаторс»     | НХЛ          | 62               | 16               | 20               | 36               | 36               | 6       | 2       | 0       | 2       | 18      |
| 2015–16      | «Оттава Сенаторс»     | НХЛ          | 4                | 0                | 0                | 0                | 0                | —       | —       | —       | —       | —       |
| 2016–17      | «Оттава Сенаторс»     | НХЛ          | 4                | 0                | 0                | 0                | 0                | 19      | 3       | 6       | 9       | 12      |
| Усього в НХЛ | Усього в НХЛ          | Усього в НХЛ | 552              | 133              | 171              | 304              | 343              | 30      | 7       | 7       | 14      | 32      |

### Збірна
| Рік              | Команда          | Турнір           | Місце            | І | Г | П | О | ШХ |
| ---------------- | ---------------- | ---------------- | ---------------- | - | - | - | - | -- |
| 2005             | Канада           | МЧС              | 1                | 6 | 4 | 0 | 4 | 10 |
| Молодіжна збірна | Молодіжна збірна | Молодіжна збірна | Молодіжна збірна | 6 | 4 | 0 | 4 | 10 |